# Équipe du Canada féminine de rugby à XIII
L'équipe du Canada féminine de rugby à XIII surnommée les « Canada Ravens» est l'équipe qui représente le  Canada dans les principales compétitions internationales de rugby à XIII. Elle regroupe les meilleures joueuses canadiennes ou d'origine canadienne. 
Au début des années 2020, cette équipe est composée essentiellement de joueuses amateures disputant le championnat national canadien.
Cette équipe participe pour la première fois à la Coupe du monde en 2017, atteignant même les demi-finales de cette compétition. 

## Histoire
Le premier test-match de la sélection a lieu le 16 novembre 2017  avec une large défaite face à la Nouvelle-Zélande (4-50).

## Personnalités et joueuses notables
En 2021, la capitaine de l'équipe, MacKenzie Fane participe à une course caritative, le « UK Empire state 500 ». Cette joueuse n'avait disputé qu'un seul match de rugby à XIII quand elle rejoint la sélection canadienne pour la coupe du monde en 2017. Elle fera ensuite carrière en Australie.
On peut citer Megan Pakulis,  sélectionnée symboliquement dans l' « équipe féminine du tournoi, » à la fin de la coupe du monde 2021.

## Palmarès

### Parcours dans les compétitions internationales

#### Coupe du monde
L'équipe participe à la coupe du monde pour la première fois en 2017 et atteint les demi-finales. 
Elle participe ensuite à celle à la suivante, celle de 2021, jouée en 2022, mais  ne dépasse pas le stade des poules.

## Vidéographie
Test-match Canada-USA le 16 avril 2022